# 융합 규칙
이론물리학과 추상대수학에서 융합 규칙(融合規則, 영어: fusion rule 퓨전룰[*])은 2차원 등각 장론에 대응되는 특별한 대수 구조이다. 융합 규칙은 1차장 사이의 연산자 곱 전개에 어떤 1차장이 등장하는지를 기록하며, 그 계수는 모듈러 S변환과 페를린더 공식(영어: Verlinde formula)이라는 공식으로 계산될 수 있다. 융합 규칙에는 항상 자연스럽게 융합환(融合環, 영어: fusion ring 퓨전링[*]) 또는 페를린더 대수(Verlinde代數, 영어: Verlinde algebra)라는 가환환이 대응된다.

## 정의
유한 집합 {\displaystyle I} 및 대합
{\displaystyle (-)^{*}\colon I\to I}
{\displaystyle (-)^{*}\circ (-)^{*}=\operatorname {id} _{I}}
이 주어졌다고 하자. 그렇다면, 이로 생성되는 자유 가환 모노이드
{\displaystyle \mathbb {N} ^{I}=\left\{\sum _{i}n_{i}i\colon \forall i\in I\colon n_{i}\in \mathbb {N} \right\}}
를 생각할 수 있다. 그 원소는 {\displaystyle I}의 원소들로 구성된 중복집합으로 생각할 수 있다.
{\displaystyle I} 위의 융합 규칙은 다음과 같은 조건을 만족시키는 함수
{\displaystyle N\colon \mathbb {N} ^{I}\to \mathbb {Z} }
이다.
- (규격화) {\displaystyle N(0)=1}
- (대합에 대한 대칭) {\displaystyle N(x^{*})=N(x)\qquad \forall x\in \mathbb {N} ^{I}}
- (융합) {\displaystyle N(x+y)=\sum _{k\in I}N(x+k)N(y+k^{*})\forall x,y\in \mathbb {N} ^{I}}
- (부호) {\displaystyle \exists i\in I\colon N(i)>0}
- (비퇴화성) {\displaystyle \forall i\in I\exists x\in \mathbb {N} ^{I}\colon N(i+x)\neq 0}

## 성질

### 항등원과 3점 계수
임의의 융합 규칙 {\displaystyle N\colon \mathbb {N} ^{I}\to \mathbb {Z} }가 주어졌을 때, 어떤 원소 {\displaystyle \eta \in I}에 대하여
{\displaystyle N(i)={\begin{cases}1&i=\eta \\0&i\neq \eta \end{cases}}}
{\displaystyle \eta ^{*}=\eta }
이게 된다. 이를 융합 규칙의 항등원(영어: identity element)이라고 하며, 보통 단순히 {\displaystyle 1}로 표기한다. (이는 2차원 등각 장론에서 항등 연산자에 해당한다.)
이는 다음과 같이 항등원을 이룬다.
{\displaystyle N(1+x)=N(x)\qquad \forall x\in \mathbb {N} ^{I}}
또한, 항상 다음이 성립한다.
{\displaystyle N(i+j)={\begin{cases}1&i=j^{*}\\0&i\neq j^{*}\end{cases}}}
사실, 융합 규칙은 다음과 같은 데이터로만 완전히 결정된다.
- 항등원 {\displaystyle 1\in I}
- 3점 계수 {\displaystyle N\upharpoonright \{i+j+k\colon i,j,k\in I\setminus \{1\}\}}

보통 3점 계수는
{\displaystyle N(i+j+k^{*})=N_{ij}^{k}}
로 표기한다. 대칭에 의하여
{\displaystyle N_{ij}^{k}=N_{ji}^{k}=N_{k^{*}i}^{j}=N_{i^{*}j^{*}}^{k^{*}}}
{\displaystyle N_{1i}^{j}=N_{ij^{*}}^{1}=\delta _{i}^{j}}
가 된다. ({\displaystyle \delta }는 크로네커 델타이다.) 즉, 융합 규칙은 다음 조건을 만족시킨다.
{\displaystyle N(i+j+k+l^{*})=\sum _{m\in I}N_{ij}^{m}N_{km}^{l}=\sum _{m\in I}N_{ik}^{m}N_{jm}^{l}\qquad (\forall i,j,k,l\in I)}s
만약 {\displaystyle N_{ij}^{k}}를 행렬 {\displaystyle N_{i}}로 표기한다면, 이는 다음과 같다.
{\displaystyle N_{j}N_{k}=N_{k}N_{j}}
즉, 이 조건은 융합 행렬들이 서로 교환 법칙을 따르는 것으로 해석할 수 있다.:(2.131) 따라서, 복소수 계수에서 이들을 동시에 대각화하는 기저를 찾을 수 있다. 페를린더 공식에 따라서, 이 기저는 모듈러 변환의 S행렬에 의하여 주어진다.

### 고차 종수 융합 규칙
융합 규칙 {\displaystyle N\colon \mathbb {N} ^{I}\to \mathbb {Z} } 및 자연수 {\displaystyle g}에 대하여, 다음과 같은 함수들을 재귀적으로 정의할 수 있다.
{\displaystyle N_{g}(x)=\sum _{i\in I}N_{g-1}(x+i+i^{*})\qquad \forall x\in \mathbb {N} ^{I}}
{\displaystyle N_{0}=N}
이들은 2차원 등각 장론에서, 종수 {\displaystyle g}의 콤팩트 리만 곡면 위에 정의된 상관 함수에 대응된다.
그렇다면, 이는 다음과 같은 성질을 따른다.:Remark 5.10
{\displaystyle N_{g+h}(x+y)=\sum _{i\in I}N_{g}(x+i^{*})N_{h}(i+y)\qquad \forall x,y\in \mathbb {N} ^{I},\;g,h\in \mathbb {N} }

### 융합환
융합 규칙 {\displaystyle N\colon \mathbb {N} ^{I}\to \mathbb {Z} }이 주어졌을 때, {\displaystyle I}로 생성되는 자유 아벨 군 {\displaystyle R=\mathbb {Z} ^{I}} 위에 다음과 같은 {\displaystyle \mathbb {Z} }-쌍선형 곱셈 연산을 줄 수 있다.
{\displaystyle i_{1}\cdot i_{2}\cdot \dotsb \cdot i_{k}=\sum _{j\in I}N(i_{1}+\dotsb +i_{k}+j^{*})j\qquad (k\in \mathbb {N} ,\;i_{1},\dotsc ,i_{k}\in I)}
이는 항등원 {\displaystyle 1\in I}을 갖는 가환환을 이루며, 융합환이라고 한다.
특히, 융합환 {\displaystyle R}의 가환환으로서의 항등원은 0개의 원소의 곱이므로,
{\displaystyle \sum _{j\in I}N(j^{*})j=1}
이다. 즉, 융합환의 항등원은 융합 규칙의 항등원과 같다. 물론 1개의 원소의 곱은
{\displaystyle i=\sum _{j\in I}N(i+j^{*})j}
이므로 이 정의는 일관적이다. 이 정의가 결합 법칙을 따르는 이항 연산을 정의하는 것은 융합 규칙의 융합 공리에서 비롯된다.
융합환 {\displaystyle R} 위에는 항상 다음 조건을 만족시키는 덧셈 군 준동형
{\displaystyle t\colon (R,+)\to (\mathbb {Z} ,+)}
이 존재한다.:Proposition 5.3
{\displaystyle t(i_{1}i_{2}\dotsm i_{k})=N(i_{1}+i_{2}+\dotsb +i_{n})\qquad \forall i_{1},\dotsc ,i_{k}\in I}
따라서 {\displaystyle t}는 {\displaystyle R}-가군의 동형 사상
{\displaystyle R\to R^{\vee }=\hom _{\mathbb {Z} }(R,\mathbb {Z} )}
{\displaystyle r\mapsto (s\mapsto t(rs))}
을 정의한다. 따라서, 모든 융합환은 고런스틴 환이다. 이 가군 동형에서, 대각합
{\displaystyle \operatorname {tr} \in R^{\vee }}
{\displaystyle \operatorname {tr} \colon i\mapsto \sum _{j\in I}N_{ij}^{j}\qquad (i,j,k\in I)}
에 대응되는 {\displaystyle R}의 원소는 카시미르 원소
{\displaystyle \sum _{i\in I}ii^{*}}
이다.

### 등각 장론의 융합환
2차원 등각 장론 가운데 최소 모형이 주어졌다고 하자. 이 경우, {\displaystyle I}를 1차장의 집합으로 놓고, {\displaystyle (-)^{*}}를 항등 함수로 놓고,
{\displaystyle N_{ij}^{k}={\begin{cases}0&C_{ijk}=0\\1&C_{ijk}\neq 0\end{cases}}}
로 놓자. (여기서 {\displaystyle C_{ijk}}는 등각 장론의 3점 상관 함수의 계수이다.) 그렇다면, 이는 융합 규칙을 정의한다.
보다 일반적으로, 비라소로 대수 대신 초대칭 비라소로 대수나 아핀 리 대수(베스-추미노-위튼 모형)에 대한, 유한 개의 1차장을 갖는 2차원 등각 장론에 대해서도 유사하게 융합환을 정의할 수 있다. 이 경우 대합 {\displaystyle (-)^{*}}이 자명하지 않을 수 있다.

#### 페를린더 공식
유한 개의 1차장을 갖는 2차원 등각 장론에서, 최고 무게 표현들의 지표가
{\displaystyle Z(\tau )=\sum _{i\in I}\chi _{i}(\tau )}
라고 하자. 그렇다면, 원환면 위에서의 모듈러 불변성
{\displaystyle Z(\tau )=Z(-1/\tau )}
에 의하여
{\displaystyle \chi _{i}(-1/\tau )=\sum _{j\in I}S_{i}{}^{j}\chi _{j}(\tau )}
가 되는 행렬
{\displaystyle S\colon \mathbb {Z} ^{I}\to \mathbb {Z} ^{J}}
이 존재한다. (보다 일반적으로, {\displaystyle \mathbb {C} ^{I}} 위에는 {\displaystyle \operatorname {PSL} (2;\mathbb {Z} )}의 표현이 존재한다.) {\displaystyle S}는 항상 유니터리 행렬이며, 대칭 행렬이며 (※에르미트 행렬이 아니다), {\displaystyle S^{4}=1}이다.
이 경우, 다음과 같은 페를린더 공식(영어: Verlinde formula)이 성립한다.:143, (4.55)
{\displaystyle N_{ij}^{k}=\sum _{l\in I}{\frac {S_{il}S_{jl}{\bar {S}}_{lk}}{S_{1l}}}}
여기서 {\displaystyle {\bar {S}}}는 성분별 복소켤레이다 (즉, {\displaystyle ({\bar {S}})^{\top }=S^{\dagger }}).

## 예

### 이징 모형
임계 2차원 이징 모형에 해당하는 최소 모형 {\displaystyle c=1/2}을 생각하자. 이 경우, 세 개의 일차장이 존재하며, 다음과 같다.
| 기호                      | 설명        | 비라소로 대수 표현 {\displaystyle (h,{\bar {h}})} |
| ------------------------- | ----------- | ------------------------------------------------- |
| 1                         | 진공        | (0,0)                                             |
| {\displaystyle \sigma }   | 스핀 밀도   | (1/16,1/16)                                       |
| {\displaystyle \epsilon } | 에너지 밀도 | (½,½)                                             |

이에 대응되는 융합 규칙은 다음과 같다.:80, §2.11
{\displaystyle I=\{1,\sigma ,\epsilon \}}
{\displaystyle (-)^{*}=\operatorname {id} _{I}}
{\displaystyle N(2\sigma )=1}
{\displaystyle N(2\epsilon )=1}
{\displaystyle N(2\sigma +\epsilon )=1}
{\displaystyle N(1+2\epsilon )=1}
{\displaystyle N(1+2\sigma )=1}
{\displaystyle N(\epsilon +2\sigma )=1}
이 경우, 페를린더 대수는 3차원이며, 다음과 같다.
{\displaystyle A=\mathbb {Z} [\sigma ,\epsilon ]/(\sigma ^{2}-1-\epsilon ,\epsilon \sigma -\sigma ,\epsilon ^{2}-1)}
즉, 곱셈이 다음과 같다.
| · | 1 | σ   | ε |
| - | - | --- | - |
| 1 | 1 | σ   | ε |
| σ | σ | 1+ε | σ |
| ε | ε | σ   | 1 |

### 베스-추미노-위튼 모형
다음이 주어졌다고 하자.
- 복소수 단순 리 대수 {\displaystyle {\mathfrak {g}}}
- {\displaystyle {\mathfrak {g}}}의 카르탕 부분 대수 {\displaystyle {\mathfrak {h}}}
  - 따라서, 근계 {\displaystyle \operatorname {R} ({\mathfrak {g}},{\mathfrak {h}})}를 정의할 수 있다.
- 근계 {\displaystyle \operatorname {R} ({\mathfrak {g}},{\mathfrak {h}})} 위의 순서. 이에 따라서 최고(最高) 근 {\displaystyle \theta \in \operatorname {R} ({\mathfrak {g}},{\mathfrak {h}})}을 고를 수 있다.
- 양의 정수 {\displaystyle k\in \mathbb {Z} ^{+}}

이제, {\displaystyle {\hat {\mathfrak {g}}}}의 우세 무게 {\displaystyle \lambda } 가운데 {\displaystyle \langle \lambda |\theta \rangle \leq k}인 것들의 집합을 {\displaystyle P_{k}}라고 하자. 이들은 아핀 리 대수 {\displaystyle {\hat {\mathfrak {g}}}}의 준위 {\displaystyle k}의 표현들과 일대일로 대응한다. {\displaystyle \lambda \in P_{k}}에 대응하는 {\displaystyle {\hat {\mathfrak {g}}}}-표현을 {\displaystyle {\mathcal {H}}_{\lambda }}라고 표기하자.
이제, 다음 데이터가 주어졌다고 하자.
- 콤팩트 연결 리만 곡면 {\displaystyle \Sigma }
- {\displaystyle \Sigma }의 유한 부분 집합 {\displaystyle X=\{x_{1},\dotsc ,x_{n}\}\subseteq \Sigma }
- 함수 {\displaystyle \lambda \colon X\to P_{k}}

그렇다면, {\displaystyle {\hat {\mathfrak {g}}}}의 표현
{\displaystyle \bigotimes _{x\in X}{\mathcal {H}}_{\lambda (x)}}
을 생각하자. 또한, {\displaystyle {\mathfrak {g}}}값 정칙 함수의 복소수 리 대수 {\displaystyle {\mathcal {O}}(\Sigma \setminus X)\otimes _{\mathbb {C} }{\mathfrak {g}}}는 이 표현 위에 표준적으로 작용한다. 따라서, 다음과 같은 복소수 벡터 공간을 정의할 수 있다.
{\displaystyle V(X,\lambda )=\left(\bigotimes _{x\in X}{\mathcal {H}}_{\lambda (x)}\right)_{{\mathcal {O}}(\Sigma \setminus X)\otimes _{\mathbb {C} }{\mathfrak {g}}}}
여기서 {\displaystyle W_{\mathfrak {g}}}는 {\displaystyle W}의, {\displaystyle {\mathfrak {g}}}-작용에 대한 쌍대불변량의 공간, 즉 {\displaystyle {\mathfrak {g}}}에 불변인, {\displaystyle W}의 가장 큰 몫 벡터 공간이다.
아핀 리 대수 {\displaystyle {\hat {\mathfrak {g}}}}의 표현을 갖는 2차원 등각 장론인 베스-추미노-위튼 모형을 정의할 수 있다. 이 경우, 복소수 벡터 공간 {\displaystyle V(X,\lambda )}는 각 점 {\displaystyle x\in X}에 {\displaystyle \lambda (x)}에 해당하는 일차장을 삽입한 경우의 등각 블록이다.
두 유한 집합 {\displaystyle X}, {\displaystyle X'} 및 전단사 함수 {\displaystyle i\colon X\to X'}가 주어졌을 때, 표준적인 벡터 공간 동형 사상
{\displaystyle V_{\Sigma }(X,\lambda )\cong V_{\Sigma }(X',\lambda \circ i)}
이 주어진다. 즉, 등각 블록의 차원은 선택한 점들의 수 및 대응되는 표현에만 의존하고, 점의 위치에 의존하지 않는다.
이 경우, 다음과 같은 융합 규칙을 생각하자.:Example 5.2a
{\displaystyle N\left(\sum \lambda _{i}\right)=\dim V_{\mathbb {P} _{\mathbb {C} }^{1}}(\{x_{1},\dotsc ,x_{n}\},(x_{i}\mapsto \lambda _{i}))}
즉, 이는 리만 구 위의 등각 블록의 차원이다. 이는 베스-추미노-위튼 모형에 대응되는 융합 규칙이다.

## 역사

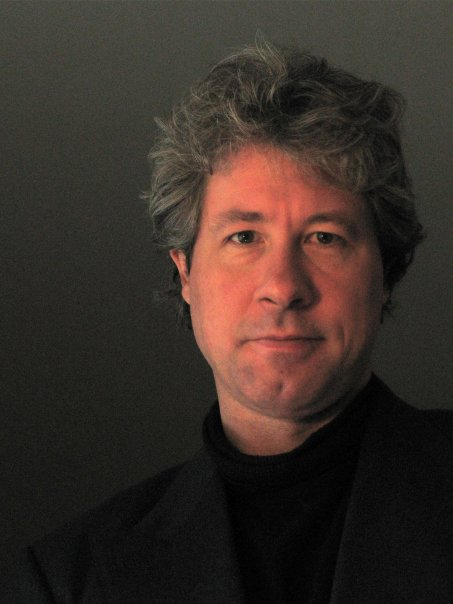
에릭 페를린더 (2009년 사진)

에릭 페를린더(네덜란드어: Erik Verlinde, 1962〜)가 1988년에 2차원 등각 장론을 연구하기 위하여 도입하였다.